# Hogna angusta
Hogna angusta este o specie de păianjeni din genul Hogna, familia Lycosidae. A fost descrisă pentru prima dată de Tullgren, 1901. Conform Catalogue of Life specia Hogna angusta nu are subspecii cunoscute.